# الدوري البرازيلي الدرجة الثالثة 2016
الدوري البرازيلي الدرجة الثالثة 2016 هو الموسم 27 من الدوري البرازيلي الدرجة الثالثة. أقيم خلال الفترة 22 مايو 2016 وحتى 6 نوفمبر 2016، وأشرف على تنظيمه اتحاد البرازيل لكرة القدم، وكان عدد الأندية المشاركة فيه 20، وفاز فيه نادي بوا إيسبورت.